# ستيفن لودج
ستيفن لودج (بالإنجليزية: Stephen Lodge)‏ هو كاتب سيناريو أمريكي، ولد في 6 فبراير 1943، وتوفي في 26 فبراير 2017.

## وصلات خارجية
- ستيفن لودج على موقع IMDb (الإنجليزية)
- ستيفن لودج على موقع أول موفي (الإنجليزية)
- ستيفن لودج على موقع أول موفي (الإنجليزية)
- ستيفن لودج على موقع قاعدة بيانات الأفلام السويدية (السويدية)
- ستيفن لودج على موقع قاعدة بيانات الفيلم (الإنجليزية)
- ستيفن لودج على موقع كينوبويسك (الروسية)